# Sayed Jaafar Ahmed
Sayed Jaafar Ahmed (4 de março de 1991) é um futebolista profissional bareinita que atua como meia.

## Carreira
Sayed Jaafar Ahmed representou a Seleção Bareinita de Futebol na Copa da Ásia de 2015.